# Gary K. Wolf
Gary Kenneth Wolf (Earlville (Illinois), 24 de enero de 1941) es un escritor estadounidense, conocido por ser el creador del personaje Roger Rabbit. En 1981 publicó Who Censored Roger Rabbit?, libro en el cual se basó la película ¿Quién engañó a Roger Rabbit?. Recibió la maestría en Publicidad de la Universidad de Illinois en Urbana-Champaign.

## Obras
- Killerbowl (1975) ISBN 0-385-04738-X
- A Generation Removed (1977) ISBN 0-385-11549-0
- The Resurrectionist (1979) ISBN 0-385-13141-0
- Who Censored Roger Rabbit? (1981) ISBN 0-345-30325-3
- Who P-P-P-Plugged Roger Rabbit?  (1991) ISBN 0-679-40094-X
- Amityville House of Pancakes Vol 3 (2006) ISBN 1-89495-335-5
- Space Vulture (2008 con John J. Myers) ISBN 0-765-31852-0
- The Warhol of the Worlds (2012) ISBN 2163-4092
- The Late Great Show! (2012) ISBN 978-1-61937-408-9
- Typical Day (2012) ISBN 978-1-61937-456-0